# Žerovinci
Žerovinci este o localitate din comuna Ormož, Slovenia, cu o populație de 311 locuitori.